# La Bataille du Kosovo
Pour plus de détails, voir Fiche technique et Distribution.
 La Bataille du Kosovo (Boj na Kosovu, Бој на Косову) est un film historique yougoslave réalisé par Zdravko Šotra et sorti en 1989.
Le film est une adaptation de la pièce de théâtre écrit par le poète Ljubomir Simović et dépeint la bataille de Kosovo Polje entre la Serbie médiévale et l'Empire ottoman, qui s'est déroulée le 15 juin 1389 (selon le calendrier julien, 28 juin 1389 selon le calendrier grégorien) dans un champ situé à environ 5 kilomètres au nord-ouest de Pristina.
Le film est sorti en 1989, année qui marquait le 600e anniversaire de la bataille. Cependant, selon l'historien serbe Olivera Milosavljevic, le film « en dit plus sur le contexte politique des années 1980 que sur... 1389 ». D'autres universitaires ont soutenu ce sentiment, critiquant l'exactitude historique du film et soulignant le soutien qu'il apporte au nationalisme serbe.

## Synopsis
En 1389, le duc serbe Lazar Hrebeljanović refuse d'obéir au sultan turc Mourad Ier qui a l'intention d'envahir la Serbie avec une armée afin de conquérir l'Europe. Bien que conscient d'être plus faible, avec un manque d'hommes, le duc Lazar décide de le combattre malgré tout. Les seigneurs serbes ne sont pas unis. La plupart d'entre eux veulent se battre, même au prix d'une défaite, mais certains ne le veulent pas. Tous ceux qui sont aptes au combat sont envoyés au Kosovo. La Bataille de Kosovo Polje, en 1389, se termine sans vainqueur : les deux armées sont vaincues, Lazar et Mourad sont morts. Les Turcs continueront à envahir la Serbie, mais ne pourront pas s'emparer du reste de l'Europe.

## Fiche technique
- Titre français : La Bataille du Kosovo[3]
- Titre original : Boj na Kosovu, Бој на Косову[4]
- Réalisation : Zdravko Šotra
- Scénario : Ljubomir Simović
- Photographie : Radoslav Vladić (sr)
- Montage : Ljiljana Lana Vukobratović (sh)
- Musique : Dušan Karuović
- Décors : Milenko Jeremic (sr), Alexandre Milovic (sr)
- Production : Dejan Kosanovic (sr), Milenko Stankovic (sr), Slobodan Jocic
- Sociétés de production : Radiotelevizija Beograd
- Format : couleurs par Eastmancolor - 2,35:1 - Son mono - 35 mm
- Pays de production :  Yougoslavie
- Langue de tournage : serbe
- Genre : film historique, drame de guerre
- Durée : 117 minutes
- Dates de sortie : 
  - Yougoslavie : 21 juin 1989

## Distribution
- Miloš Žutić (sh) : prince Lazar Hrebeljanović
- Gorica Popović (sh) : princesse Milica Nemanjić
- Vojislav Brajović : Vuk Branković
- Žarko Laušević : Miloš Obilić
- Ljuba Tadić : sultan Mourad Ier
- Branislav Lečić : Bayezid Ier
- Katarina Gojković : Kosovka Devojka
- Neda Arnerić : la femme-poisson
- Tihomir Lazić : le Lazar Musić
- Marko Baćović : Yakub Çelebi
- Branko Cvejić : Tamnavac
- Bogdan Diklić : Levčanian
- Svetozar Cvetković : Milan Toplica
- Milena Dravić : Velisava
- Milan Gutović : Ivan Kosančić
- Dušan Janjićijević : Miralem
- Rastislav Jović : Milutin le Serviteur
- Ivan Bekjarev : Paramunac
- Milutin Karadžić : Le garde
- Petar Kralj : Vojiša
- Predrag Laković : Teofan
- Toni Laurenčić : Stefan Musić
- Irfan Mensur : Makarije
- Radoslav Milenković : Bogoje/Mustafa
- Predrag Milinković : trpezar
- Miodrag Radovanović : Spiridon (sh)
- Nemanja Stanišić : Stefan Lazarević
- Tanasije Uzunović : Gerasim
- Bata Živojinović : Hamza le Serbe
- Suzana Petričević : Andja
- Dragomir Čumić : Paysan qui sauve la tête de Lazar
- Josif Tatić : Garde-barrière